# Lista över fornlämningar i Enköpings kommun (Härkeberga)
Lista över fornlämningar i Enköpings kommun (Härkeberga) är en förteckning av ett urval av de fornlämningar som finns i Härkeberga i Enköpings kommun.
| Namn             | Lämningstyp             | Tillkomsttid | Historisk indelning | Plats | Läge                 | ID-nr          | Bild                                 |
| ---------------- | ----------------------- | ------------ | ------------------- | ----- | -------------------- | -------------- | ------------------------------------ |
| Härkeberga 3:1   | Stensättning            |              | Härkeberga, Uppland |       | 59.688379, 17.135785 | 10024200030001 | Ladda upp en bild av detta fornminne |
| Härkeberga 4:1   | Stensättning            |              | Härkeberga, Uppland |       | 59.680219, 17.131137 | 10024200040001 | Ladda upp en bild av detta fornminne |
| Härkeberga 8:1   | Hällristning            |              | Härkeberga, Uppland |       | 59.687103, 17.137846 | 10024200080001 | Ladda upp en bild av detta fornminne |
| Härkeberga 9:1   | Röse                    |              | Härkeberga, Uppland |       | 59.688272, 17.141035 | 10024200090001 | Ladda upp en bild av detta fornminne |
| Härkeberga 12:1  | Stensättning            |              | Härkeberga, Uppland |       | 59.685999, 17.149801 | 10024200120001 | Ladda upp en bild av detta fornminne |
| Härkeberga 14:1  | Hög                     |              | Härkeberga, Uppland |       | 59.685907, 17.159132 | 10024200140001 | Ladda upp en bild av detta fornminne |
| Härkeberga 15:1  | Hällristning            |              | Härkeberga, Uppland |       | 59.685599, 17.159808 | 10024200150001 | Ladda upp en bild av detta fornminne |
| Härkeberga 15:2  | Hällristning            |              | Härkeberga, Uppland |       | 59.685542, 17.160348 | 10024200150002 | Ladda upp en bild av detta fornminne |
| Härkeberga 16:1  | Gravfält                |              | Härkeberga, Uppland |       | 59.685300, 17.156404 | 10024200160001 | Ladda upp en bild av detta fornminne |
| Härkeberga 18:1  | Hög                     |              | Härkeberga, Uppland |       | 59.682405, 17.151092 | 10024200180001 | Ladda upp en bild av detta fornminne |
| Härkeberga 19:1  | Hällristning            |              | Härkeberga, Uppland |       | 59.682650, 17.159857 | 10024200190001 | Ladda upp en bild av detta fornminne |
| Härkeberga 19:2  | Hällristning            |              | Härkeberga, Uppland |       | 59.682568, 17.159824 | 10024200190002 | Ladda upp en bild av detta fornminne |
| Härkeberga 20:1  | Hällristning            |              | Härkeberga, Uppland |       | 59.684313, 17.161922 | 10024200200001 | Ladda upp en bild av detta fornminne |
| Härkeberga 21:1  | Hällristning            |              | Härkeberga, Uppland |       | 59.684242, 17.164132 | 10024200210001 | Ladda upp en bild av detta fornminne |
| Härkeberga 22:2  | Hällristning            |              | Härkeberga, Uppland |       | 59.682893, 17.171173 | 10024200220002 | Ladda upp en bild av detta fornminne |
| Härkeberga 23:1  | Stensättning            |              | Härkeberga, Uppland |       | 59.682834, 17.167264 | 10024200230001 | Ladda upp en bild av detta fornminne |
| Härkeberga 24:1  | Stensättning            |              | Härkeberga, Uppland |       | 59.682584, 17.168603 | 10024200240001 | Ladda upp en bild av detta fornminne |
| Härkeberga 25:1  | Hällristning            |              | Härkeberga, Uppland |       | 59.682577, 17.167879 | 10024200250001 | Ladda upp en bild av detta fornminne |
| Härkeberga 25:2  | Hällristning            |              | Härkeberga, Uppland |       | 59.682701, 17.168453 | 10024200250002 | Ladda upp en bild av detta fornminne |
| Härkeberga 26:1  | Gravfält                |              | Härkeberga, Uppland |       | 59.683608, 17.155601 | 10024200260001 | Ladda upp en bild av detta fornminne |
| Härkeberga 27:1  | Hällristning            |              | Härkeberga, Uppland |       | 59.681075, 17.153179 | 10024200270001 | Ladda upp en bild av detta fornminne |
| Härkeberga 28:1  | Stensättning            |              | Härkeberga, Uppland |       | 59.680193, 17.153320 | 10024200280001 | Ladda upp en bild av detta fornminne |
| Härkeberga 29:1  | Gravfält                |              | Härkeberga, Uppland |       | 59.679598, 17.147904 | 10024200290001 | Ladda upp en bild av detta fornminne |
| Härkeberga 32:1  | Stensättning            |              | Härkeberga, Uppland |       | 59.677044, 17.146008 | 10024200320001 | Ladda upp en bild av detta fornminne |
| Härkeberga 34:1  | Hällristning            |              | Härkeberga, Uppland |       | 59.673784, 17.154871 | 10024200340001 | Ladda upp en bild av detta fornminne |
| Härkeberga 35:1  | Hällristning            |              | Härkeberga, Uppland |       | 59.673933, 17.153542 | 10024200350001 | Ladda upp en bild av detta fornminne |
| Härkeberga 35:2  | Hällristning            |              | Härkeberga, Uppland |       | 59.674012, 17.153407 | 10024200350002 | Ladda upp en bild av detta fornminne |
| Härkeberga 37:1  | Hällristning            |              | Härkeberga, Uppland |       | 59.672262, 17.168881 | 10024200370001 | Ladda upp en bild av detta fornminne |
| Härkeberga 37:2  | Stensättning            |              | Härkeberga, Uppland |       | 59.672188, 17.168924 | 10024200370002 | Ladda upp en bild av detta fornminne |
| Härkeberga 38:1  | Hällristning            |              | Härkeberga, Uppland |       | 59.672934, 17.168497 | 10024200380001 | Ladda upp en bild av detta fornminne |
| Härkeberga 38:2  | Hällristning            |              | Härkeberga, Uppland |       | 59.672934, 17.168497 | 10024200380002 | Ladda upp en bild av detta fornminne |
| Härkeberga 38:3  | Hällristning            |              | Härkeberga, Uppland |       | 59.672940, 17.168603 | 10024200380003 | Ladda upp en bild av detta fornminne |
| Härkeberga 38:4  | Hällristning            |              | Härkeberga, Uppland |       | 59.672881, 17.168597 | 10024200380004 | Ladda upp en bild av detta fornminne |
| Härkeberga 38:5  | Hällristning            |              | Härkeberga, Uppland |       | 59.672850, 17.168730 | 10024200380005 | Ladda upp en bild av detta fornminne |
| Härkeberga 40:1  | Hällristning            |              | Härkeberga, Uppland |       | 59.674142, 17.176449 | 10024200400001 | Ladda upp en bild av detta fornminne |
| Härkeberga 41:1  | Hällristning            |              | Härkeberga, Uppland |       | 59.673970, 17.178845 | 10024200410001 | Ladda upp en bild av detta fornminne |
| Härkeberga 42:1  | Hällristning            |              | Härkeberga, Uppland |       | 59.674246, 17.179642 | 10024200420001 | Ladda upp en bild av detta fornminne |
| Härkeberga 43:1  | Hällristning            |              | Härkeberga, Uppland |       | 59.672317, 17.178538 | 10024200430001 | Ladda upp en bild av detta fornminne |
| Härkeberga 44:1  | Hällristning            |              | Härkeberga, Uppland |       | 59.671546, 17.178180 | 10024200440001 | Ladda upp en bild av detta fornminne |
| Härkeberga 45:1  | Hällristning            |              | Härkeberga, Uppland |       | 59.671844, 17.177181 | 10024200450001 | Ladda upp en bild av detta fornminne |
| Härkeberga 46:1  | Hällristning            |              | Härkeberga, Uppland |       | 59.673285, 17.176885 | 10024200460001 | Ladda upp en bild av detta fornminne |
| Härkeberga 47:1  | Hällristning            |              | Härkeberga, Uppland |       | 59.674658, 17.173042 | 10024200470001 | Ladda upp en bild av detta fornminne |
| Härkeberga 47:2  | Hällristning            |              | Härkeberga, Uppland |       | 59.674732, 17.172981 | 10024200470002 | Ladda upp en bild av detta fornminne |
| Härkeberga 47:3  | Hällristning            |              | Härkeberga, Uppland |       | 59.674728, 17.172963 | 10024200470003 | Ladda upp en bild av detta fornminne |
| Härkeberga 48:1  | Grav- och boplatsområde |              | Härkeberga, Uppland |       | 59.677516, 17.172918 | 10024200480001 | Ladda upp en bild av detta fornminne |
| Härkeberga 49:1  | Hällristning            |              | Härkeberga, Uppland |       | 59.677415, 17.171944 | 10024200490001 | Ladda upp en bild av detta fornminne |
| Härkeberga 51:1  | Stensättning            |              | Härkeberga, Uppland |       | 59.674941, 17.174844 | 10024200510001 | Ladda upp en bild av detta fornminne |
| Härkeberga 52:1  | Stensättning            |              | Härkeberga, Uppland |       | 59.675367, 17.173440 | 10024200520001 | Ladda upp en bild av detta fornminne |
| Härkeberga 52:2  | Stensättning            |              | Härkeberga, Uppland |       | 59.675282, 17.173418 | 10024200520002 | Ladda upp en bild av detta fornminne |
| Härkeberga 53:1  | Hällristning            |              | Härkeberga, Uppland |       | 59.680232, 17.163212 | 10024200530001 | Ladda upp en bild av detta fornminne |
| Härkeberga 56:1  | Röse                    |              | Härkeberga, Uppland |       | 59.670091, 17.172325 | 10024200560001 | Ladda upp en bild av detta fornminne |
| Härkeberga 56:2  | Stensättning            |              | Härkeberga, Uppland |       | 59.670196, 17.172029 | 10024200560002 | Ladda upp en bild av detta fornminne |
| Härkeberga 57:1  | Gravfält                |              | Härkeberga, Uppland |       | 59.670483, 17.156261 | 10024200570001 | Ladda upp en bild av detta fornminne |
| Härkeberga 58:1  | Stensättning            |              | Härkeberga, Uppland |       | 59.669228, 17.177897 | 10024200580001 | Ladda upp en bild av detta fornminne |
| Härkeberga 58:2  | Stensättning            |              | Härkeberga, Uppland |       | 59.669258, 17.178168 | 10024200580002 | Ladda upp en bild av detta fornminne |
| Härkeberga 59:1  | Stensättning            |              | Härkeberga, Uppland |       | 59.673788, 17.185590 | 10024200590001 | Ladda upp en bild av detta fornminne |
| Härkeberga 59:2  | Stensättning            |              | Härkeberga, Uppland |       | 59.673859, 17.185437 | 10024200590002 | Ladda upp en bild av detta fornminne |
| Härkeberga 60:1  | Gravfält                |              | Härkeberga, Uppland |       | 59.673663, 17.182396 | 10024200600001 | Ladda upp en bild av detta fornminne |
| Härkeberga 61:1  | Hällristning            |              | Härkeberga, Uppland |       | 59.671777, 17.183985 | 10024200610001 | Ladda upp en bild av detta fornminne |
| Härkeberga 61:2  | Hällristning            |              | Härkeberga, Uppland |       | 59.671777, 17.183985 | 10024200610002 | Ladda upp en bild av detta fornminne |
| Härkeberga 63:1  | Hällristning            |              | Härkeberga, Uppland |       | 59.671143, 17.181415 | 10024200630001 | Ladda upp en bild av detta fornminne |
| Härkeberga 63:2  | Hällristning            |              | Härkeberga, Uppland |       | 59.671143, 17.181415 | 10024200630002 | Ladda upp en bild av detta fornminne |
| Härkeberga 63:3  | Hällristning            |              | Härkeberga, Uppland |       | 59.671143, 17.181415 | 10024200630003 | Ladda upp en bild av detta fornminne |
| Härkeberga 64:2  | Stensättning            |              | Härkeberga, Uppland |       | 59.674360, 17.201375 | 10024200640002 | Ladda upp en bild av detta fornminne |
| Härkeberga 65:1  | Stensättning            |              | Härkeberga, Uppland |       | 59.679172, 17.212766 | 10024200650001 | Ladda upp en bild av detta fornminne |
| Härkeberga 66:1  | Stensättning            |              | Härkeberga, Uppland |       | 59.680846, 17.205412 | 10024200660001 | Ladda upp en bild av detta fornminne |
| Härkeberga 66:2  | Stensättning            |              | Härkeberga, Uppland |       | 59.680867, 17.205154 | 10024200660002 | Ladda upp en bild av detta fornminne |
| Härkeberga 69:1  | Hällristning            |              | Härkeberga, Uppland |       | 59.686164, 17.220545 | 10024200690001 | Ladda upp en bild av detta fornminne |
| Härkeberga 70:1  | Hällristning            |              | Härkeberga, Uppland |       | 59.688632, 17.220917 | 10024200700001 | Ladda upp en bild av detta fornminne |
| Härkeberga 70:2  | Hällristning            |              | Härkeberga, Uppland |       | 59.688632, 17.220917 | 10024200700002 | Ladda upp en bild av detta fornminne |
| Härkeberga 70:3  | Hällristning            |              | Härkeberga, Uppland |       | 59.688632, 17.220917 | 10024200700003 | Ladda upp en bild av detta fornminne |
| Härkeberga 70:4  | Hällristning            |              | Härkeberga, Uppland |       | 59.688632, 17.220917 | 10024200700004 | Ladda upp en bild av detta fornminne |
| Härkeberga 71:1  | Hällristning            |              | Härkeberga, Uppland |       | 59.687816, 17.218221 | 10024200710001 | Ladda upp en bild av detta fornminne |
| Härkeberga 72:1  | Hällristning            |              | Härkeberga, Uppland |       | 59.678420, 17.216004 | 10024200720001 | Ladda upp en bild av detta fornminne |
| Härkeberga 73:1  | Hällristning            |              | Härkeberga, Uppland |       | 59.678463, 17.211740 | 10024200730001 | Ladda upp en bild av detta fornminne |
| Härkeberga 75:1  | Hällristning            |              | Härkeberga, Uppland |       | 59.681418, 17.216463 | 10024200750001 | Ladda upp en bild av detta fornminne |
| Härkeberga 76:1  | Hällristning            |              | Härkeberga, Uppland |       | 59.681786, 17.211177 | 10024200760001 | Ladda upp en bild av detta fornminne |
| Härkeberga 77:1  | Hällristning            |              | Härkeberga, Uppland |       | 59.685831, 17.201552 | 10024200770001 | Ladda upp en bild av detta fornminne |
| Härkeberga 78:1  | Hällristning            |              | Härkeberga, Uppland |       | 59.682913, 17.206170 | 10024200780001 | Ladda upp en bild av detta fornminne |
| Härkeberga 78:2  | Hällristning            |              | Härkeberga, Uppland |       | 59.683006, 17.205884 | 10024200780002 | Ladda upp en bild av detta fornminne |
| Härkeberga 80:1  | Hög                     |              | Härkeberga, Uppland |       | 59.685212, 17.204808 | 10024200800001 | Ladda upp en bild av detta fornminne |
| Härkeberga 80:2  | Stensättning            |              | Härkeberga, Uppland |       | 59.685122, 17.204790 | 10024200800002 | Ladda upp en bild av detta fornminne |
| Härkeberga 81:1  | Hög                     |              | Härkeberga, Uppland |       | 59.685502, 17.204809 | 10024200810001 | Ladda upp en bild av detta fornminne |
| Härkeberga 81:2  | Hällristning            |              | Härkeberga, Uppland |       | 59.685457, 17.205012 | 10024200810002 | Ladda upp en bild av detta fornminne |
| Härkeberga 81:3  | Hällristning            |              | Härkeberga, Uppland |       | 59.685509, 17.205011 | 10024200810003 | Ladda upp en bild av detta fornminne |
| Härkeberga 83:1  | Hällristning            |              | Härkeberga, Uppland |       | 59.686505, 17.200895 | 10024200830001 | Ladda upp en bild av detta fornminne |
| Härkeberga 83:2  | Hällristning            |              | Härkeberga, Uppland |       | 59.686443, 17.201111 | 10024200830002 | Ladda upp en bild av detta fornminne |
| Härkeberga 84:1  | Hällristning            |              | Härkeberga, Uppland |       | 59.687156, 17.199541 | 10024200840001 | Ladda upp en bild av detta fornminne |
| Härkeberga 85:1  | Stensättning            |              | Härkeberga, Uppland |       | 59.675502, 17.198792 | 10024200850001 | Ladda upp en bild av detta fornminne |
| Härkeberga 85:2  | Stensättning            |              | Härkeberga, Uppland |       | 59.675383, 17.198694 | 10024200850002 | Ladda upp en bild av detta fornminne |
| Härkeberga 85:3  | Stensättning            |              | Härkeberga, Uppland |       | 59.675380, 17.199031 | 10024200850003 | Ladda upp en bild av detta fornminne |
| Härkeberga 86:1  | Stensättning            |              | Härkeberga, Uppland |       | 59.675660, 17.198151 | 10024200860001 | Ladda upp en bild av detta fornminne |
| Härkeberga 87:1  | Hög                     |              | Härkeberga, Uppland |       | 59.672211, 17.207598 | 10024200870001 | Ladda upp en bild av detta fornminne |
| Härkeberga 87:2  | Hög                     |              | Härkeberga, Uppland |       | 59.672052, 17.207477 | 10024200870002 | Ladda upp en bild av detta fornminne |
| Härkeberga 87:3  | Hög                     |              | Härkeberga, Uppland |       | 59.672110, 17.207001 | 10024200870003 | Ladda upp en bild av detta fornminne |
| Härkeberga 87:4  | Hög                     |              | Härkeberga, Uppland |       | 59.672321, 17.207870 | 10024200870004 | Ladda upp en bild av detta fornminne |
| Härkeberga 89:1  | Stensättning            |              | Härkeberga, Uppland |       | 59.673712, 17.184813 | 10024200890001 | Ladda upp en bild av detta fornminne |
| Härkeberga 91:1  | Stensättning            |              | Härkeberga, Uppland |       | 59.669113, 17.204271 | 10024200910001 | Ladda upp en bild av detta fornminne |
| Härkeberga 92:1  | Stensättning            |              | Härkeberga, Uppland |       | 59.668637, 17.206356 | 10024200920001 | Ladda upp en bild av detta fornminne |
| Härkeberga 94:1  | Hällristning            |              | Härkeberga, Uppland |       | 59.672027, 17.179631 | 10024200940001 | Ladda upp en bild av detta fornminne |
| Härkeberga 96:1  | Stensättning            |              | Härkeberga, Uppland |       | 59.683738, 17.170703 | 10024200960001 | Ladda upp en bild av detta fornminne |
| Härkeberga 96:2  | Stensättning            |              | Härkeberga, Uppland |       | 59.683847, 17.170283 | 10024200960002 | Ladda upp en bild av detta fornminne |
| Härkeberga 99:1  | Gravfält                |              | Härkeberga, Uppland |       | 59.672540, 17.155382 | 10024200990001 | Ladda upp en bild av detta fornminne |
| Härkeberga 101:1 | Stensättning            |              | Härkeberga, Uppland |       | 59.671976, 17.205002 | 10024201010001 | Ladda upp en bild av detta fornminne |
| Härkeberga 104:1 | Gravfält                |              | Härkeberga, Uppland |       | 59.673849, 17.205247 | 10024201040001 | Ladda upp en bild av detta fornminne |
| Härkeberga 105:1 | Stensättning            |              | Härkeberga, Uppland |       | 59.705361, 17.191783 | 10024201050001 | Ladda upp en bild av detta fornminne |
| Härkeberga 107:1 | Grav- och boplatsområde |              | Härkeberga, Uppland |       | 59.694866, 17.193170 | 10024201070001 | Ladda upp en bild av detta fornminne |
| Härkeberga 108:1 | Hällristning            |              | Härkeberga, Uppland |       | 59.693407, 17.194530 | 10024201080001 | Ladda upp en bild av detta fornminne |
| Härkeberga 109:1 | Hällristning            |              | Härkeberga, Uppland |       | 59.693217, 17.184997 | 10024201090001 | Ladda upp en bild av detta fornminne |
| Härkeberga 110:1 | Stensättning            |              | Härkeberga, Uppland |       | 59.693409, 17.188361 | 10024201100001 | Ladda upp en bild av detta fornminne |
| Härkeberga 111:2 | Hällristning            |              | Härkeberga, Uppland |       | 59.693131, 17.195836 | 10024201110002 | Ladda upp en bild av detta fornminne |
| Härkeberga 112:1 | Gravfält                |              | Härkeberga, Uppland |       | 59.691320, 17.200701 | 10024201120001 | Ladda upp en bild av detta fornminne |
| Härkeberga 113:1 | Hällristning            |              | Härkeberga, Uppland |       | 59.695015, 17.192531 | 10024201130001 | Ladda upp en bild av detta fornminne |
| Härkeberga 116:1 | Stensättning            |              | Härkeberga, Uppland |       | 59.683815, 17.190182 | 10024201160001 | Ladda upp en bild av detta fornminne |
| Härkeberga 116:2 | Stensättning            |              | Härkeberga, Uppland |       | 59.683714, 17.189989 | 10024201160002 | Ladda upp en bild av detta fornminne |
| Härkeberga 117:1 | Stensättning            |              | Härkeberga, Uppland |       | 59.685071, 17.191231 | 10024201170001 | Ladda upp en bild av detta fornminne |
| Härkeberga 117:2 | Stensättning            |              | Härkeberga, Uppland |       | 59.685057, 17.191638 | 10024201170002 | Ladda upp en bild av detta fornminne |
| Härkeberga 117:3 | Stensättning            |              | Härkeberga, Uppland |       | 59.684786, 17.191398 | 10024201170003 | Ladda upp en bild av detta fornminne |
| Härkeberga 119:1 | Hällristning            |              | Härkeberga, Uppland |       | 59.680506, 17.193726 | 10024201190001 | Ladda upp en bild av detta fornminne |
| Härkeberga 120:1 | Hög                     |              | Härkeberga, Uppland |       | 59.676443, 17.194177 | 10024201200001 | Ladda upp en bild av detta fornminne |
| Härkeberga 120:2 | Hällristning            |              | Härkeberga, Uppland |       | 59.676553, 17.194059 | 10024201200002 | Ladda upp en bild av detta fornminne |
| Härkeberga 120:3 | Hällristning            |              | Härkeberga, Uppland |       | 59.676560, 17.194187 | 10024201200003 | Ladda upp en bild av detta fornminne |
| Härkeberga 121:1 | Gravfält                |              | Härkeberga, Uppland |       | 59.676495, 17.197767 | 10024201210001 | Ladda upp en bild av detta fornminne |
| Härkeberga 122:1 | Gravfält                |              | Härkeberga, Uppland |       | 59.678230, 17.196523 | 10024201220001 | Ladda upp en bild av detta fornminne |
| Härkeberga 124:1 | Hällristning            |              | Härkeberga, Uppland |       | 59.693808, 17.188626 | 10024201240001 | Ladda upp en bild av detta fornminne |
| Härkeberga 124:2 | Hällristning            |              | Härkeberga, Uppland |       | 59.693808, 17.188626 | 10024201240002 | Ladda upp en bild av detta fornminne |
| Härkeberga 124:3 | Hällristning            |              | Härkeberga, Uppland |       | 59.693889, 17.188957 | 10024201240003 | Ladda upp en bild av detta fornminne |
| Härkeberga 124:4 | Hällristning            |              | Härkeberga, Uppland |       | 59.693889, 17.188957 | 10024201240004 | Ladda upp en bild av detta fornminne |
| Härkeberga 126:1 | Hällristning            |              | Härkeberga, Uppland |       | 59.673585, 17.150614 | 10024201260001 | Ladda upp en bild av detta fornminne |
| Härkeberga 128:1 | Hällristning            |              | Härkeberga, Uppland |       | 59.682027, 17.206447 | 10024201280001 | Ladda upp en bild av detta fornminne |
| Härkeberga 129:1 | Hällristning            |              | Härkeberga, Uppland |       | 59.687597, 17.191994 | 10024201290001 | Ladda upp en bild av detta fornminne |
| Härkeberga 130:1 | Hällristning            |              | Härkeberga, Uppland |       | 59.682292, 17.150871 | 10024201300001 | Ladda upp en bild av detta fornminne |
| Härkeberga 132:1 | Hällristning            |              | Härkeberga, Uppland |       | 59.674527, 17.173427 | 10024201320001 | Ladda upp en bild av detta fornminne |
| Härkeberga 133:1 | Hällristning            |              | Härkeberga, Uppland |       | 59.672598, 17.155645 | 10024201330001 | Ladda upp en bild av detta fornminne |
| Härkeberga 134:1 | Hällristning            |              | Härkeberga, Uppland |       | 59.687562, 17.219099 | 10024201340001 | Ladda upp en bild av detta fornminne |
| Härkeberga 135:1 | Hällristning            |              | Härkeberga, Uppland |       | 59.687875, 17.218558 | 10024201350001 | Ladda upp en bild av detta fornminne |
| Härkeberga 136:1 | Hällristning            |              | Härkeberga, Uppland |       | 59.686445, 17.132128 | 10024201360001 | Ladda upp en bild av detta fornminne |
| Härkeberga 138:1 | Stensättning            |              | Härkeberga, Uppland |       | 59.679333, 17.144788 | 10024201380001 | Ladda upp en bild av detta fornminne |
| Härkeberga 140:1 | Stensättning            |              | Härkeberga, Uppland |       | 59.686921, 17.145828 | 10024201400001 | Ladda upp en bild av detta fornminne |
| Härkeberga 140:2 | Stensättning            |              | Härkeberga, Uppland |       | 59.686857, 17.146010 | 10024201400002 | Ladda upp en bild av detta fornminne |
| Härkeberga 143:1 | Stensättning            |              | Härkeberga, Uppland |       | 59.687254, 17.158564 | 10024201430001 | Ladda upp en bild av detta fornminne |
| Härkeberga 144:1 | Hällristning            |              | Härkeberga, Uppland |       | 59.683802, 17.151002 | 10024201440001 | Ladda upp en bild av detta fornminne |
| Härkeberga 147:1 | Stensättning            |              | Härkeberga, Uppland |       | 59.683380, 17.167532 | 10024201470001 | Ladda upp en bild av detta fornminne |
| Härkeberga 148:1 | Hällristning            |              | Härkeberga, Uppland |       | 59.673705, 17.150910 | 10024201480001 | Ladda upp en bild av detta fornminne |
| Härkeberga 149:1 | Hög                     |              | Härkeberga, Uppland |       | 59.692836, 17.186538 | 10024201490001 | Ladda upp en bild av detta fornminne |
| Härkeberga 150:1 | Hällristning            |              | Härkeberga, Uppland |       | 59.673024, 17.150263 | 10024201500001 | Ladda upp en bild av detta fornminne |
| Härkeberga 152:1 | Stensättning            |              | Härkeberga, Uppland |       | 59.673372, 17.149242 | 10024201520001 | Ladda upp en bild av detta fornminne |
| Härkeberga 152:3 | Stensättning            |              | Härkeberga, Uppland |       | 59.673444, 17.149529 | 10024201520003 | Ladda upp en bild av detta fornminne |
| Härkeberga 159:1 | Hällristning            |              | Härkeberga, Uppland |       | 59.672030, 17.150611 | 10024201590001 | Ladda upp en bild av detta fornminne |
| Härkeberga 160:1 | Stensättning            |              | Härkeberga, Uppland |       | 59.670671, 17.149303 | 10024201600001 | Ladda upp en bild av detta fornminne |
| Härkeberga 161:1 | Hällristning            |              | Härkeberga, Uppland |       | 59.675690, 17.153146 | 10024201610001 | Ladda upp en bild av detta fornminne |
| Härkeberga 163:1 | Hällristning            |              | Härkeberga, Uppland |       | 59.670793, 17.184095 | 10024201630001 | Ladda upp en bild av detta fornminne |
| Härkeberga 166:1 | Stensättning            |              | Härkeberga, Uppland |       | 59.678296, 17.196952 | 10024201660001 | Ladda upp en bild av detta fornminne |
| Härkeberga 166:2 | Stensättning            |              | Härkeberga, Uppland |       | 59.678137, 17.198427 | 10024201660002 | Ladda upp en bild av detta fornminne |
| Härkeberga 167:1 | Hög                     |              | Härkeberga, Uppland |       | 59.685154, 17.158846 | 10024201670001 | Ladda upp en bild av detta fornminne |
| Härkeberga 168:1 | Hällristning            |              | Härkeberga, Uppland |       | 59.674274, 17.200417 | 10024201680001 | Ladda upp en bild av detta fornminne |
| Härkeberga 169:1 | Hällristning            |              | Härkeberga, Uppland |       | 59.674871, 17.199537 | 10024201690001 | Ladda upp en bild av detta fornminne |
| Härkeberga 171:1 | Hällristning            |              | Härkeberga, Uppland |       | 59.670683, 17.208481 | 10024201710001 | Ladda upp en bild av detta fornminne |
| Härkeberga 172:1 | Hällristning            |              | Härkeberga, Uppland |       | 59.681592, 17.215908 | 10024201720001 | Ladda upp en bild av detta fornminne |
| Härkeberga 172:2 | Hällristning            |              | Härkeberga, Uppland |       | 59.681677, 17.215849 | 10024201720002 | Ladda upp en bild av detta fornminne |
| Härkeberga 172:3 | Hällristning            |              | Härkeberga, Uppland |       | 59.681705, 17.215613 | 10024201720003 | Ladda upp en bild av detta fornminne |
| Härkeberga 173:1 | Hällristning            |              | Härkeberga, Uppland |       | 59.679842, 17.210506 | 10024201730001 | Ladda upp en bild av detta fornminne |
| Härkeberga 174:1 | Stensättning            |              | Härkeberga, Uppland |       | 59.680180, 17.210059 | 10024201740001 | Ladda upp en bild av detta fornminne |
| Härkeberga 175:1 | Stensättning            |              | Härkeberga, Uppland |       | 59.677569, 17.213294 | 10024201750001 | Ladda upp en bild av detta fornminne |
| Härkeberga 176:1 | Hällristning            |              | Härkeberga, Uppland |       | 59.677323, 17.213767 | 10024201760001 | Ladda upp en bild av detta fornminne |
| Härkeberga 177:1 | Stensättning            |              | Härkeberga, Uppland |       | 59.675907, 17.213730 | 10024201770001 | Ladda upp en bild av detta fornminne |
| Härkeberga 178:1 | Hällristning            |              | Härkeberga, Uppland |       | 59.674943, 17.198274 | 10024201780001 | Ladda upp en bild av detta fornminne |
| Härkeberga 180:1 | Hällristning            |              | Härkeberga, Uppland |       | 59.685845, 17.204082 | 10024201800001 | Ladda upp en bild av detta fornminne |
| Härkeberga 181:1 | Hällristning            |              | Härkeberga, Uppland |       | 59.685660, 17.199036 | 10024201810001 | Ladda upp en bild av detta fornminne |
| Härkeberga 182:1 | Hällristning            |              | Härkeberga, Uppland |       | 59.687280, 17.160293 | 10024201820001 | Ladda upp en bild av detta fornminne |
| Härkeberga 183:2 | Hög                     |              | Härkeberga, Uppland |       | 59.693300, 17.188967 | 10024201830002 | Ladda upp en bild av detta fornminne |
| Härkeberga 188:1 | Hällristning            |              | Härkeberga, Uppland |       | 59.671723, 17.186283 | 10024201880001 | Ladda upp en bild av detta fornminne |
| Härkeberga 190:1 | Stensättning            |              | Härkeberga, Uppland |       | 59.708082, 17.197760 | 10024201900001 | Ladda upp en bild av detta fornminne |
| Härkeberga 194:1 | Hällristning            |              | Härkeberga, Uppland |       | 59.680553, 17.163714 | 10024201940001 | Ladda upp en bild av detta fornminne |
| Härkeberga 197:1 | Hällristning            |              | Härkeberga, Uppland |       | 59.693140, 17.194235 | 10024201970001 | Ladda upp en bild av detta fornminne |
| Härkeberga 200:1 | Hög                     |              | Härkeberga, Uppland |       | 59.682597, 17.190482 | 10024202000001 | Ladda upp en bild av detta fornminne |